# Riesebergmorden

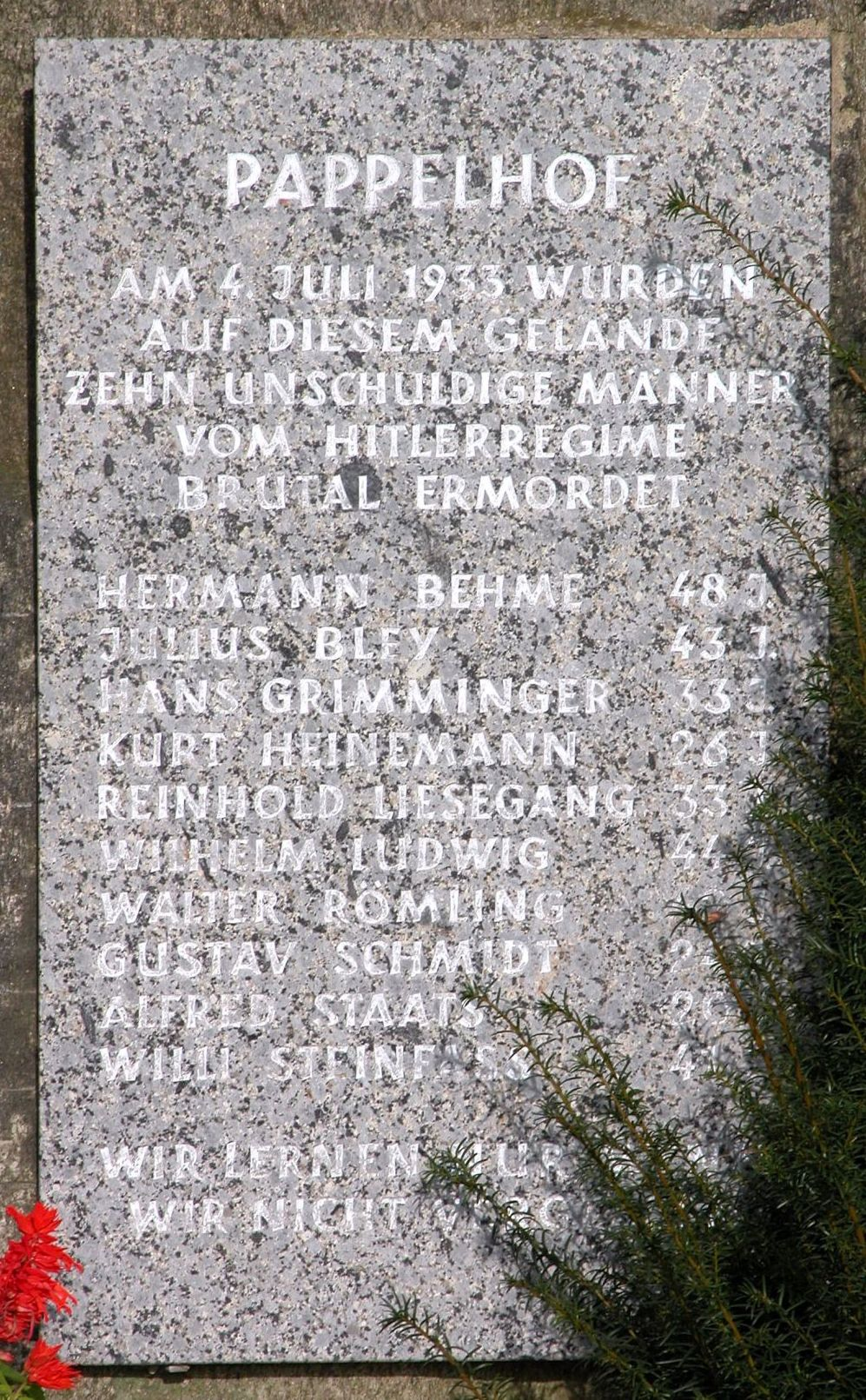
Minnessten över de tio mördade kommunisterna.

Riesebergmorden syftar på de mord som begicks den 4 juli 1933 i närheten av orten Rieseberg, 30 kilometer öster om Braunschweig. Offren var tio kommunister som mördades av Schutzstaffel (SS).
Den 29 juni 1933 delade KPD-medlemmar ut flygblad i arbetarkvarteret Eichtal i Braunschweig. Civila SS-trupper kallades till platsen för att företa razzior. Av misstag råkade SS skjuta ihjäl en av sina egna, Gerhard Landmann, men chefen för Landespolizei, Friedrich Jeckeln, ville få det till att kommunisterna hade mördat Landmann.
Den 4 juli 1933 fördes tio oskyldiga kommunister till Pappelhof utanför Rieseberg och sköts ihjäl efter att ha utsatts för brutal misshandel. Ansvariga för morden var, förutom Jeckeln, ministerpresidenten i Fristaten Braunschweig, Dietrich Klagges, och dess justitieminister, Friedrich Alpers.

## Offren
- Hermann Behme (född 1884), medlem av Spartacusförbundet och KPD
- Julius Bley (född 1890), medlem av KPD
- Hans Grimminger (född 1899), medlem av KPD
- Kurt Heinemann (född 1906), medlem av KPD
- Reinhold Liesegang (född 1900), medlem av KPD
- Wilhelm Ludwig (född 1888), medlem av KPD
- Walter Römling (född 1890), medlem av SPD, Spartakusförbundet och KPD
- Gustav Schmidt (född 1908), medlem av socialistiska studentrörelsen
- Alfred Staats (född 1912), medlem av KPD
- Willi Steinfass (född 1892), medlem av KPD

### Webbkällor
- ”Die Rieseberg-Morde” (på tyska). Vernetztes Gedächtnis. Arkiverad från originalet den 19 augusti 2014. https://www.webcitation.org/6Rx5jzyKO?url=http://www.vernetztes-gedaechtnis.de/rieseberg.htm. Läst 19 augusti 2014.